# Look Mickey
Look Mickey (também conhecido como Look Mickey! ) É uma pintura a óleo de 1961 sobre tela de Roy Lichtenstein .  Considerado amplamente como a ponte entre seu expressionismo abstrato e obras de arte pop , é notável por seu humor irônico e valor estético, além de ser o primeiro exemplo do emprego de pontos Ben-Day , balões de fala e imagens em quadrinhos como fonte para o artista. uma pintura.  A pintura foi legada à Galeria Nacional de Arte de Washington, DC, após a morte de Lichtenstein.
Com base em seus desenhos de quadrinhos dos anos 50, Look Mickey marca o primeiro emprego completo de técnicas de pintura de Lichtenstein para reproduzir representações quase fiéis da cultura pop e assim satirizar e comentar sobre o processo de produção em massa da imagem visual.  Neste, Lichtenstein foi pioneiro em um motivo que se tornou influente não só na pop art dos anos 1960, mas continuando com o trabalho dos artistas hoje.  Lichtenstein toma emprestado um livro de histórias ilustrado do Pato Donald, mostrando Mickey Mouse e Pato Donald durante um acidente de pesca.  No entanto, ele faz alterações significativas na fonte original, incluindo a modificação do esquema de cores e da perspectiva, embora pareça fazer afirmações sobre si mesmo.
O trabalho data da primeira exposição individual de Lichtenstein, e é considerado pelos críticos de arte como revolucionário tanto como uma progressão da arte pop quanto como uma obra de arte moderna em geral.  Mais tarde, foi reproduzido em sua pintura de 1973, Artist's Studio - Look Mickey , que mostra a pintura pendurada proeminentemente em uma parede do estúdio de Lichtenstein.

## História
Durante o final da década de 1950 e início da década de 1960, vários pintores americanos começaram a adaptar as imagens e os motivos das histórias em quadrinhos ao seu trabalho.  Lichtenstein estava entre eles e em 1958 começou a fazer desenhos de personagens de quadrinhos.  Andy Warhol produziu suas primeiras pinturas no estilo em 1960.  Lichtenstein, sem saber do trabalho de Warhol, produziu Look Mickey e Popeye em 1961.  Os trabalhos de 1961 de Lichtenstein, especialmente Look Mickey , são considerados um pequeno passo de sua antiga arte pop de quadrinhos.

Lichtenstein usou esta imagem do Pato Donald Achados e Perdidos (ilustrado por Bob Grant e Bob Totten) para Look Mickey.

Segundo a Fundação Lichtenstein, Look Mickey foi baseado na série Little Golden Book .  A National Gallery of Art observa que a fonte é intitulada Pato Donald Achados e Perdidos , escrito em 1960 por Carl Buettner e publicado pela Disney Enterprises .  A imagem foi ilustrada por Bob Grant e Bob Totten.  Uma teoria alternativa sugere que Look Mickey e Popeye eram ampliações de embalagens de chiclete.  Esta imagem marcou o primeiro de numerosos trabalhos em que Lichtenstein recortou sua fonte para aproximar o espectador da cena.
Um número de histórias pretende contar sobre o momento de inspiração para o Look Mickey .  A crítica Alice Goldfarb Marquis escreve que o artista relembrou um de seus filhos apontando para uma revista em quadrinhos e desafiando; "Aposto que você não pode pintar tão bem quanto isso".  Outro diz que a pintura resultou de um esforço para provar suas habilidades tanto para seu filho quanto para os colegas de classe de seu filho, que zombaram dos resumos difíceis de entender de Lichtenstein.  O pintor americano Allan Kaprow declarou certa vez, em referência a um invólucro de chiclete Bazooka Dubble , a Lichtenstein: "Você não pode ensinar cor a Cézanne, você só pode ensiná-la a partir de algo assim".  Lichtenstein mostrou-lhe uma das imagens do Pato Donald.
Durante a fase de história em quadrinhos de sua carreira, Lichtenstein frequentemente alterou ligeiramente a colorização da fonte original.  De acordo com Marco Livingstone, seus primeiros temas cômicos incluem um "estilo solto e improvisado, claramente derivado de de Kooning ".  O historiador de arte Jonathan Fineberg descreve uma pintura de Lichtenstein de 1960 como uma "... imagem expressionista abstrata com Mickey Mouse, relacionada estilisticamente às mulheres de Kooning".  Quando Leo Castelli viu os grandes trabalhos baseados em histórias em quadrinhos de Lichtenstein e Warhol, ele optou por mostrar apenas Lichtenstein, fazendo com que Warhol criasse a série Campbell's Soup Cans para evitar competir com o estilo mais refinado dos quadrinhos produzidos por Lichtenstein.  Ele disse uma vez "Eu tenho que fazer algo que realmente terá um impacto que será diferente o suficiente de Lichtenstein e James Rosenquist , que será muito pessoal, que não vai parecer que eu estou fazendo exatamente o que eles" está fazendo. "  A incursão de Lichtenstein em quadrinhos levou ao abandono do tema por Warhol.  Embora Lichtenstein continuasse a trabalhar com fontes cômicas, depois de 1961 ele evitou as fontes facilmente identificadas como Popeye e Mickey Mouse .

Durante o outono de 1961, Allan Kaprow, professor da Universidade Rutgers , apresentou Lichenstein ao negociante de arte Ivan Karp , diretor da Galeria Leo Castelli.  Lichtenstein mostrou várias pinturas a Karp, mas não ao Mickey .  Em vez disso, ele impressionou-o com Girl with Ball , e Karp decidiu representar Lichtenstein algumas semanas depois.

## Descrição
A pintura é uma das primeiras obras não expressionistas de Lichtenstein, e marca seu emprego inicial de pontos Ben-Day, que ele usou para dar a ela um efeito "industrial" de meio-tom.  A pintura é seu primeiro uso tanto de um balão de fala e quadrinhos como material de origem.  O trabalho tem marcas de lápis visíveis e foi produzido com uma escova de cerdas de plástico para aplicar a tinta a óleo na tela.  Na época de sua morte, Look Mickey foi considerado o trabalho inovador de Lichtenstein.

"It occurred to me one day to do something that would appear to be just the same as a comic book illustration without employing the then current symbols of art: the thick and thin paint, the calligraphic line and all that had become the hallmark of painting in the 1940s and '50s. I would make marks that would remind one of a real comic strip."

—Lichtenstein on the germination of his style
 Ao reproduzir uma ilustração produzida em massa em um estilo pictórico, Lichtenstein simplifica reduzindo a composição a cores primárias, o que serve para acentuar seu apelo de massa e, em grande parte, dá a aparência de "pop".  Normalmente, os pontos Ben-Day permitem que um artista produza uma variedade de cores usando pontos de algumas cores para dar a ilusão de uma paleta mais ampla.  Ao misturar pontos de cores diferentes, como uma impressora a jato de tinta, apenas algumas cores podem criar um amplo espectro usando apenas um número limitado de tons primários.  Lichtenstein como pintor e não como uma impressora de produção em massa é capaz de evitar isso, alcançando seus tons de cores individuais sem misturar os tons existentes.  Em vez disso, para cada cor que ele queria incluir em um trabalho, ele usou essa tinta colorida.
Lichtenstein fez várias alterações ao trabalho original: ele eliminou várias figuras não essenciais e girou a doca para que Donald olhasse para o lado e não para o fim.  Ao mesmo tempo, ele manteve Donald e Mickey em quase as mesmas posições em que estavam no original.  Lichtenstein não apenas redesenhou o espaço, como também alterou a posição do corpo e da vara de pescar de Donald para melhor equilíbrio e eliminou sinais de estresse e esforço para formar uma composição meticulosa. Walt Disney disse sobre o Pato Donald: "Ele tem uma boca grande, um olho grande e beligerante, um pescoço retorcido e um traseiro substancial que é altamente flexível".  O pato chega perto de ser o tema ideal do animador ".  A pintura de Lichtenstein reflete muitas dessas características físicas.
Comparado com a fonte original, Donald se inclina mais para frente em direção à água, e Mickey menos.  O rosto de Mickey está mais corado, aparentemente menos por esforço, do que embaraço e talvez escárnio para Donald.  A composição incorpora algumas das fraquezas da impressão em quadrinhos, incluindo o desalinhamento da junção dos contornos das ondas com o céu amarelo para dar origem a uma área de espaço em branco .

## Interpretação
A reprodução em larga escala de um quadro de quadrinhos foi considerada radical e revolucionária na época.  Os críticos aplaudiram a ludicidade do trabalho, o humor inerente e a irreverência.  De acordo com Diane Waldman, do Museu Solomon R. Guggenheim , " Look Mickey é uma comédia ampla e se enquadra na categoria de palhaçada   .  .  "  No obituário de Lichtenstein, o crítico do Los Angeles Times , Christopher Knight, descreveu o trabalho como "um riff malicioso e hilário sobre o expressionismo abstrato".  As ligeiras alterações de Lichtenstein à sua "clareza linear e cor", escreve o crítico, acrescentam ao seu valor estético e grandeza, reforçadas por sua escolha de escala.   Um equívoco comum sobre Lichtenstein vem do fato de que, em seus trabalhos mais conhecidos, sua meticulosa abordagem à pintura é propositalmente disfarçada porque ele procura superficialmente que suas pinturas apareçam como fac-símiles dos ícones da cultura pop produzidos industrialmente.  Graham Bader escreveu que "a pintura de Lichtenstein, na verdade, parece mais o produto da manufatura industrial do que a própria imagem da polpa na qual ela se baseia". Olhe Mickey é considerado auto-referencial no sentido de que o artista está pintando algo através do qual o espectador pode ver elementos do artista.

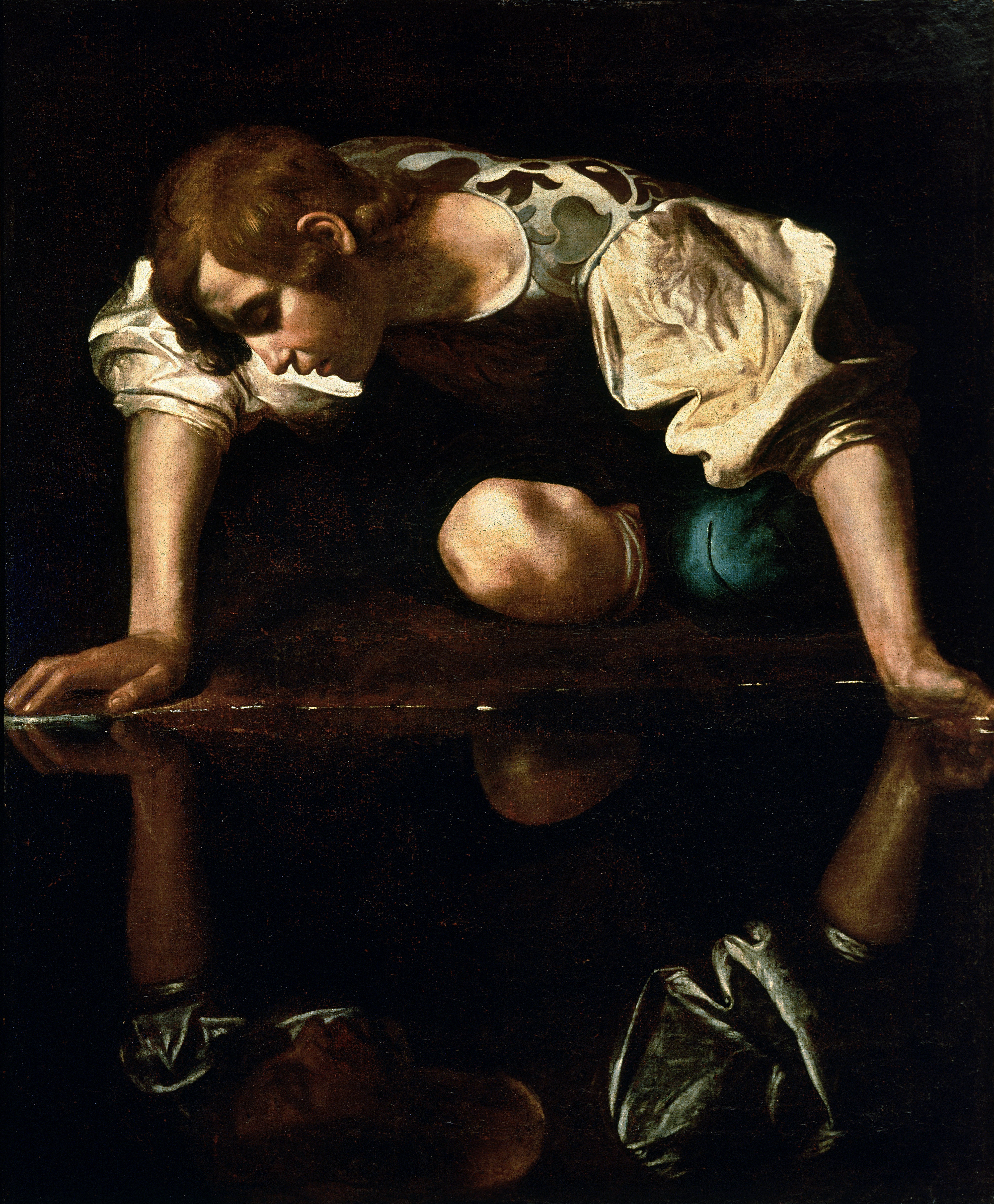
Olhe Mickey tem elementos reflexivos que invocam Narciso de Caravaggio.

Bader observa que Look Mickey está preocupado tanto com o processo artístico quanto com as novas técnicas de pintura de Lichtenstein.  Ele acredita que pode ser considerado um autorretrato no sentido de que "situa explicitamente o próprio criador da pintura dentro do circuito narcísico autocentrado em seu centro".  A pintura mostra Donald olhando para a água reflexiva na assinatura azul de Lichtenstein "como uma espécie de substituto para o criador da imagem", de uma forma que é uma reminiscência de Narciso de Caravaggio , em que o sujeito olha para sua própria reflexão sobre a água.  Isto é visto como uma alegoria da posição de Lichtenstein como um artista treinado para desenvolver seus instintos realistas apesar da proeminência do expressionismo abstrato .  Quando visto dessa maneira, Mickey serve como o superego " modernista de vanguarda" que se ergue sobre Lichtenstein e ri de seus esforços retrógrados.

Lichtenstein usa pontos vermelhos do Ben-Day para colorir o rosto do Mickey.  De acordo com alguns críticos de arte, isso dá ao personagem a aparência de corar .  Outras interpretações são que a coloração é meramente pigmentação da pele ou que é a tonalidade associada a um "brilho saudável", já que Mickey tem sido historicamente visto como uma criatura com pele e não com pele.  Outra interpretação - apoiada pela fonte original em que Mickey diz que se Donald pode pousar o peixe, ele pode tê-lo para o almoço - é que o rosto de Mickey é vermelho devido ao esforço necessário para conter sua descrença e risos enquanto ele experimenta sua divertida superioridade.  Aqueles que aderem à interpretação corada são reforçados pela mancha irregular dos pontos vermelhos, mas outros são rápidos em apontar que a técnica de pontos Ben-Day de Lichtenstein ainda estava em um estágio primitivo.  Ele não desenvolveu o uso de um estêncil (ou seja, a técnica de pressionar a tinta líquida sobre a superfície através de uma tela de pontos) para apresentar pontos uniformemente distribuídos até 1963.

It is precisely this tension—between heightened sensation and absolute numbness, bodily exuberance and the deadening of sensory experience—that animates Look Mickey."

—Graham Bader
 Graham Bader, descrevendo-o como o motor da narrativa da pintura, observa a intriga criada pela justaposição do elevado senso de percepção visual de Donald no que se refere à sua captura antecipada, e seu senso de percepção tátil em relação a ter um anzol de pesca na parte de trás de sua própria camisa.  Nesse sentido, Lichtenstein optou por representar uma fonte que tem como tema uma divisão entre a percepção visual elevada e um sentido de toque ausente:  
Donald is an explicitly divided subject, all sensory experience on one end and, literally, numbness on the other (and, visually, all depth and all flatness – for Donald's face is by far the painting's most spatially illusionistic element, while his caught jacket, merged with the schematic waves behind it, emphatically one of its flattest). Indeed, Donald is a portrait of precisely the separation of sight and feeling, vision and touch… What divides vision and touch in Look Mickey, what marks this shift between them, is text: the words that Donald (and Lichtenstein) introduces to the scene, and which the duck's pole-cum-brush passes through before snagging his own back end.— Bader 
 Lichtenstein freqüentemente explorava temas relacionados à visão depois que ele começou a trabalhar no gênero pop art; exemplos iniciais incluem Eu posso ver o quarto inteiro ... e não há ninguém nele! e olhe Mickey .  Nesta pintura, os grandes olhos de Donald indicam sua crença de que ele capturou algo grande, enquanto os pequenos olhos de Mickey indicam sua descrença de que Donald capturou algo significativo.  Como os trabalhos de Lichenstein com sujeitos olhando através de um periscópio ( Torpedo. . . Los!  ), um espelho ( Girl in Mirror ) ou um olho mágico ( eu posso ver o quarto inteiro   ... e não há ninguém nele! Olha Mickey , com um sujeito olhando para seu reflexo na água, é um exemplo proeminente do tema da visão.  Ele usa a narrativa para enfatizar esse motivo, enquanto apresenta vários elementos visuais.

## Legado

Estúdio do Artista - Veja o Mickey

A pintura foi incluída na primeira exposição individual de Lichtenstein na Galeria Leo Castelli, um show no qual todas as obras foram pré-vendidas antes de sua abertura em fevereiro de 1962.  A exposição, que decorreu entre 10 de fevereiro e 3 de março de 1962, incluiu Engagement Ring , Blam e The Refrigerator .  Ele incluiu a pintura em seu Artist's Studio - Look Mickey (1973), mostrando-a pendurada proeminentemente na parede do espaço pictórico destinado a retratar seu estúdio como o estúdio ideal, e sugerindo que sua popularidade com crítica e público ratifica sua escolha de populares assunto da cultura.

A pintura foi legada à Galeria Nacional de Arte de Washington após a morte de Lichtenstein em 1997, após uma promessa de 1990 em homenagem ao 50º aniversário da instituição.  Permanece na coleção da galeria, onde, a Desde November 2012   , está em visão permanente.

Harold Rosenberg descreveu uma vez Lichtensteins retrabalho da fonte de história em quadrinhos como segue: "... a diferença entre uma tira cômica de Mickey Mouse e uma pintura de Lichtenstein do mesmo era história de arte, ou o fato que Lichtenstein pinta com a idéia do museu em mente."